# Ђиђи Јанкелић
Драган Јанкелић, познатији по свом надимку Ђиђи (Сарајево, 29. децембар 1955) југословенски и српски je музичар који је најпознатији по раду у групи Бијело дугме.

## Биографија
Под мајчиним утицајем је свирао хармонику у музичкој школи, ишао на курс класичне гитаре и вежбао флауту. Определио се за бубњеве гледајући Фурду на концерту Корни групе у Сарајеву.
Музиком је почео је активно да се бави 1971. у КУД-у „Васо Мискин Црни“. 1972. свирао је с Корнишама, а 1973. нашао се у саставу Тринаести покушај. Идуће године прешао је у Формулу 4. С групом Рок снимио је сингл „Положи руке у траву“ (1974), с групом „Јули“ (1975) свирао и певао сентименталне песме, а онда је отишао у Чисти зрак и с њима снимио плочу „901“ (1975). Потом је с Недом Украден реализовао плочу „Тко ме то однекуд дозива“ (1976) и с Резонансом сингл „Нека свијет буде оркестар“ (1977)
Почетком 1977. одржао је солистички концерт у амфитеатру Дома младих. Ту га је запазио Жељко Бебек и позвао да свира на његовом албуму „Скоро да смо исти“ (1977), а потом је постао члан Бијелог дугмета, заменивши Ипета Ивандића. Са Бијелим дугметом је снимио албуме „Битанга и принцеза“ и „Доживјети стоту“.
По изласку из војске, у априлу 1983. размишљао је о соло каријери, од које је, на крају, ипак одустао. С Оливером Мандићем је снимио албум „Због тебе бих туцао камен“ (1982) и пратио Здравка Чолића на турнеји (1983. - '84.), а затим постао члан групе „Мама ЦО-ЦО“ (1984), с којом је пратио Жељка Бебека и Даду Топића. Године 1986. био је члан Мона Лизе, са којом је снимио албум „Спавај, Весна“ (1986). Дублирао је Церу II на албуму „Смрт фашизму“ (1986) групе Плави оркестар, па потом постао летећи члан Дивљих јагода.